# عنيبية حامضة
العُنَيْبِيَّة الحامضة (بالإنجليزية: Cranberry)‏ (الاسم العلمي: Vaccinium subg. Oxycoccus) هو نبات صغير ثمره أحمر، وهو جُنَيْس يتبع جنس العنبية ضمن الفصيلة الخلنجية.
مذاقه لاذع يستعمل في الصلصة أو العصائر، كما يستخدم في صناعة الهلام (جيلي). ويستخدم في تحضير الكعك وفي الطب. يوجد بكثرة في شرق أمريكا الشمالية (الولايات المتحدة وكندا)، ويعطي أزهاراً وردية. يعتقد بأن الأمريكيين الأصليين هم أول من اكتشف واستعمل هذا النوع من الفاكهة. أطلقت بعض القبائل على العنيبية الحامضة اسم «ساساماناش». يقال بأنهم قدموا العنيبية الحامضة إلى المستوطنين الأوروبيين في ماساتشوستس في عام 1620 تقريباً.